# Isabell Mahrer
Isabell Mahrer (* 1. Juli 1917 in Basel; † 6. Mai 2013 in Rheinfelden; heimatberechtigt in Möhlin) war eine Schweizer Juristin, Schauspielerin und Frauenrechtlerin aus dem Kanton Aargau.

## Leben
Isabell Mahrer ist eine Tochter von Otto Mahrer, Notar, und Wilhelmine Disler. Sie wuchs in Rheinfelden auf. Nach dem Besuch des Mädchengymnasiums Basel studierte sie Rechtswissenschaften in Paris und Basel sowie Germanistik und Musikwissenschaften in Zürich. Sie absolvierte die Schauspielschule. Von 1940 bis 1949 war sie als Schauspielerin tätig. Im Jahr 1951 erwarb sie das Diplom der Schule für Soziale Arbeit in Zürich. Von 1956 bis 1961 setzte sie das Rechtsstudium in Basel fort und erwarb im Jahr 1967 den Doktortitel in Rechtswissenschaften. Von 1951 bis 1956 leitete sie die aargauische Schirmbildzentrale. Ab 1961 war sie für die Justiz des Kantons Aargau tätig. Sie arbeitete als Gerichtsschreiberin und Aktuarin am Arbeitsgericht Baden. Mahrer amtierte als Ersatzrichterin am Obergericht. Von 1972 bis 1980 gehörte sie dem aargauischen Verfassungsrat an. Sie arbeitete im Schweizerischen Verband für Frauenrechte mit. Von 1981 bis 1983 war sie Zentralpräsidentin des Schweizerischen Verbandes der Akademikerinnen. Von 1976 bis 1987 war sie Mitglied der Eidgenössischen Kommission für Frauenfragen und der Subkommission zur 10. Revision der Alters- und Hinterlassenenversicherung (AHV).

## Werke
- Soziale Lage und Arbeitsmöglichkeiten des Berufsschauspielers in der deutschen Schweiz unter besonderer Berücksichtigung der städt. Bühnen. 1950. (Diplomarb. Schule für soziale Arbeit Zürich, 1950).
- Das staatsbürgerliche Recht auf Einsicht in die Akten der Verwaltungsbehörden (Executive) als Voraussetzung der individuellen Willensbildung in der halb-direkten Demokratie, rechtsvergleichend mit Schweden. 1967. (Diss. jur. Univ. Basel 1967).
- Die Sonderschutzvorschriften für weibliche Arbeitnehmer in der Schweiz. Herausgegeben von der Eidgenössischen Kommission für Frauenfragen. Eidgenössische Kommission für Frauenfragen, Bern 1985.
- Gleicher Lohn für gleichwertige Arbeit. Schweizerischer Kaufmännischer Verband, Zürich 1985.
- Frau und Arbeit in Vergangenheit und Zukunft. Referate gehalten von Isabell Mahrer et al. anlässlich des SVF-Forums "Frau und Arbeit" vom 18. Januar 1986 in Bern. Schweizerischer Verband für Frauenrechte, Sekretariat, Romanel-sur-Morges 1986.